# Victoria (Buenos Aires)

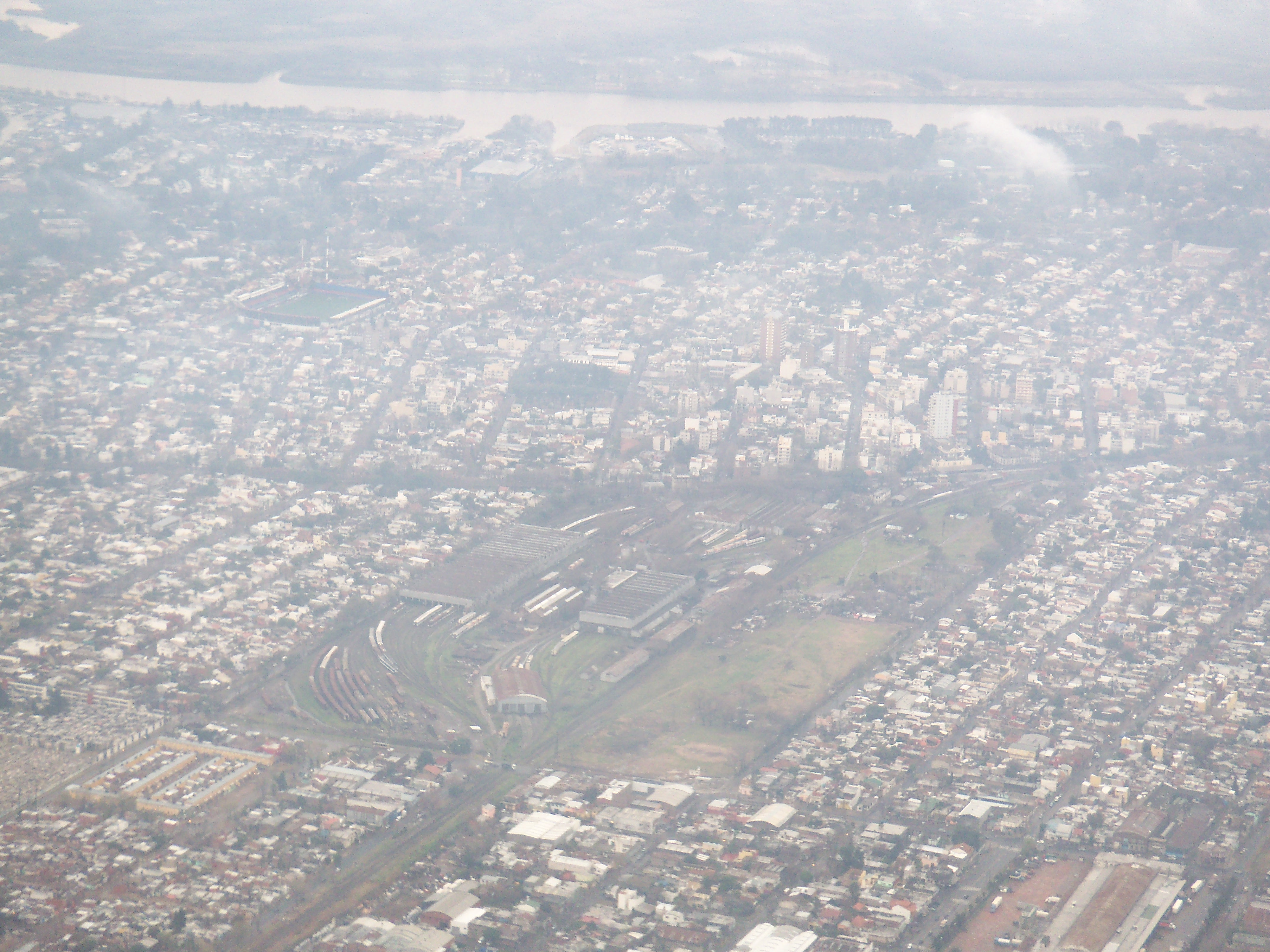
Vista aérea de Victoria: río Luján, estadio del Club Atlético Tigre y talleres del FFCC Mitre.

Victoria es una ciudad del Partido-Municipio de San Fernando, en la zona norte del área metropolitana de Buenos Aires, Argentina.

## Geografía

### Límites
Río Luján, Del Arca, Quintana, Uruguay, río Reconquista, Hipólito Yrigoyen, Malvinas Argentinas, Roberto Payró, Pasteur, García Mansilla y Virreyes.

## Toponimia
El nombre a la estación se dio en homenaje a la reina Victoria de Inglaterra. Durante su reinado se concretaron las obras del Ferrocarril Central Argentino, Ferrocarril  Buenos Aires al Pacífico y Ferrocarril del Sud, de capitales británicos.

## Ferrocarril
- Estación Victoria
- Estación Dr. Schweitzer
- Estación Bancalari
- Estación Marina Nueva
- Estación Punta Chica

## Historia
- 1887, la empresa "Ferrocarril Central Argentino" (ex Ferrocarril del Norte) planea prolongar su traza a Tigre y un ramal al "Muelle del Canal San Fernando". También quería construir, a su costa, una línea desde San Fernando, que llegara a Pergamino. Pretendían conectar esa línea con su vía principal Rosario–Córdoba y competir con la empresa del Ferrocarril Buenos Aires–Rosario.
- 1888, se otorga dicha concesión en la presidencia de Juárez Celman (Ley N.º 2.386 de octubre de 1888). Pero para 18 estaciones, solo se habilitan 3: Pergamino (terminal), Capilla del Señor (intermedia, hasta donde llega en la actualidad) y Victoria (en la unión con el Ferrocarril del Norte de Buenos Aires).
- 1889, se aprueban los planos del edificio de la Estación y dependencias.
- 1891, se inauguran las instalaciones ferroviarias. Por desconocimiento de la creación del nuevo pueblo, se tomó para conmemorarlo el 29 de agosto, día de veneración de la imagen de la Santísima Virgen Nuestra Señora de la Guardia.
- 1918, David Piaggi, Luis Cataldo, los hermanos San Martín, Tomás Batista y otros vecinos fundan el "Círculo Social Victoria".
- 11 de febrero de 1922, por mediación del Padre Maximiliano Pérez, cura Párroco de la Parroquia Ntra. Sra. de Aránzazu, "Don Orione" funda la "Casa Materna de la Congregación", con el nombre de "Pequeña Obra de la Divina Providencia". Este templo venera la imagen de la Virgen Ntra. Sra. de la Guardia.
- 1936, El 20 de septiembre, es inaugurado el Estadio José Dellagiovanna del Club Atlético Tigre en un encuentro frente a Boca Juniors, bajo la presidencia del Dr. León Bourdieu.

## Parroquias de la Iglesia católica en Victoria
| Diócesis  | San Isidro                   |
| --------- | ---------------------------- |
| Parroquia | Nuestra Señora de la Guardia |

## Medios de comunicación locales
Hay muchos medios de información que cubren el distrito y sus barrios, entre ellos: 
- Para Todos: www.periodicoparatodos.com.ar
- Infobán: www.infoban.com.ar
- El Comercio On Line: www.elcomercioonline.com.ar